# Canthon forreri
Canthon forreri är en skalbaggsart som beskrevs av Bates 1887. Canthon forreri ingår i släktet Canthon och familjen bladhorningar. Inga underarter finns listade.